# Spermavizsgálat
A spermavizsgálat elkerülhetetlen azoknál a férfiaknál, akiknél hormon- vagy here eredetű betegségek állnak fenn, illetve saját kérésre azoknál, akik gyermekvállalás előtt állnak.

## A here funkciója
A férfi (ill. a hím) nemi funkciók középpontjában a tesis, here áll. A here funkciója kettős: egyrészt itt termelődnek a hím nemi jelleg kialakításában szereplő hormonok (endokrin funkció), másrészt a pubertást követően itt képződnek és érik el a termékenyítőképességüket a spermiumok (gametogenetikus vagy spermatogentikus funkciók). Ezek szorosan kapcsolódnak egymáshoz: nincs spermatogenezis androgén hormonok nélkül.
A herékben két morfológiai elem található, a Leydig-sejtek, amelyek androgéneket szintetizálnak és a kanyarulatos csatornák, melyeknek Sertoli-sejtjeiben képződnek a spermiumok. A here androgén-szekréciója a hipofízis LH (luteinizáló hormon)-kontrollja alatt áll, amit a hipotalamusz felől az LH-RH stimulál. Androgénszekréció növekedésére, a negatív feedback-hatás eredményeképpen, az LH-szekréció csökken. Az FSH felelős a spermiumok éréséért és a spermiumképzésért.

## Spermium
A spermiumot vagy hímivarsejtet, a férfiak nemi sejtjét a gonádok vagy nemi mirigyek (herék) termelik. Ezek az emberi test legkisebb sejtjei.
A spermium ún. stadion alakú, három fő részből áll, teljes hossza kb. 0,042 mm: a fej, a nyak, a törzs. Ezekhez kapcsolódik a farok. A fej 23 kromoszómát tartalmaz, ezek hordozzák a férfi örökletes vonásait. A törzsnek fontos szerepe van a spermium mozgását lehetővé tevő energia megőrzésében, ugyanis a mozgást a farok élénk, csapkodó mozgása hozza létre, amellyel a spermium kedvező körülmények esetén percenként 2 cm-t tud haladni.

## A férfi hormonrendszer működése

### Gonadotrop releasing hormon (GNRH)
A hipotalamuszban termelődik, kontrollálja az agyalapi mirigy működését, amelyben többféle hormon, pl: FSH és LH is termelődik.

### Luteinizáló hormon
A GNRH hatására termelődik az agyalapi mirigyben és a here Leydig-sejtjeire hatva a tesztoszteron termelődését szabályozza.

### Follikulus stimuláló hormon
Szintén az agyalapi mirigyben termelődik, a tesztoszteronnal együtt a here Sertolli-sejtjeire hatva a spermium termelődést szabályozza.

### Tesztoszteron
A legfontosabb férfi nemi hormon, a here Leydig-sejtjei termelik, általa befolyásolódik a spermium termelődés, a férfi izomerő, a csontok állapota, a másodlagos nemi jellegek és a viselkedés is.

## Meddőség
A férfi meddőség hátterében 40%-ban női tényezők, 30%-ban férfi tényezők, 20%-ban mind a nők, mind a férfiak részéről eltérés áll fenn. Az esetek körülbelül 10%-ában ismeretlen az ok. Egyes felmérések szerint a terméketlen párok közül csaknem minden második esetben a férfiak felelősek a gyermektelenségért.
A meddő férfi vizsgálata során rendkívül lényeges a kórelőzmény alapos felvétele és a fizikai vizsgálat. A laboratóriumi eljárások alappillére az endokrinológiai kivizsgálás és az ondó részletes elemzése. Oligospermiáról akkor beszélünk, ha az ejakulátumban 20 millió/ml-nél kevesebb sperma található; az azoospermia a spermiumok hiányát jelenti. Mivel a spermatogenezishez 74 nap szükséges, igen fontos a megelőző 3 hónap eseményeinek részletes áttekintése.

### Panaszok, tünetek
A vizsgálatnak tartalmaznia kell a herét ért esetleges sérülést, fertőzéseket, környezeti tényezőket, gyógyszereket valamint az élvezeti szereket. Fontosak a szexuális szokások, a nemi közösülés gyakorisága. A fizikai vizsgálat során különös figyelmet kell fordítani a hipogandizmus tüneteinek. Herezacskó vizsgálata – normális méret: 4,5x2,5 cm, volumene 18 ml.

### Laborvizsgálat
Az ondó vizsgálatát 72 órás megtartóztatás után kell elvégezni és a mintát 1 órán belül meg kell vizsgálni. A 20 millió/ml alatti koncentráció kóros. Az ondó normális mennyisége 1,5-5 ml. Normálisan a spermiumok 50-60%-a motilis (normális mozgásra képes), és több mint 60%-uk mutat normális morfológiát. A kóros motilitást okozhatják spermium-ellenes antitestek vagy fertőzés. A kóros morfológia oka lehet a herevénák hálózatának kitágulása, fertőzés vagy külső hatás.
Endokrin vizsgálatok elvégzése akkor indokolt, ha a sperma-szám alacsony, vagy ha a vizsgálat endokrin eredetre utal. Meg kell határozni az FSH és LH, valamint az alacsony tesztoszteron-szintjét. Az emelkedett FSH és LH, valamint az alacsony tesztoszteron-szint primer testicularis elégtelenséggel jár, amely rendszerint visszafordíthatatlan. Az alacsony FSH és LH, valamint alacsony tesztoszteron együttese secunder testicularis elégtelenségben fordul elő és hipotalamikus vagy hipofízis eredetű lehet. Az ilyen defektusok korrigálhatók.

### Speciális vizsgálat
Azoospermia esetén posztmaszturbációs vizeletmintát kell nyerni, ezt centrifugálni és megvizsgálni, vannak-e benne spermiumok – így zárható a ki a retrograd ajakuláció. Azoosperma vagy 1 ml alatti ejakulátum esetén meg kell határozni az ejakulátum fruktóz-szintjét. A fruktóz az ondóhólyagban termelődik, és ha az ejakulátumban nem mutatható ki, ez az ondóvezeték és az ondóhólyag közös kivezető-csövének elzáródására utal.

### HBA és MAR teszt
HBA (hialuronsav biding assay) teszt: a hímivarsejtek megtermékenyítő képességét mutatja. A hilarunsav a petesejtek felszínén jelenlévő molekula, melyhez az egészséges hímivarsejtek képesek kötődni. A vizsgálat során speciális hialuronsavat tartalmazó tárgylemezre ondót cseppentenek, az egészséges spermium kötődik a hialuronsavhoz, 80% feletti kötődés esetén a természetes megtermékenyítő képesség megfelelő.
MAR teszt: a spermiumok ellen termelődő ellenanyagok jelenlétének igazolására szolgál.

### Értékhatárok
- A sperma térfogata: minimum 2 ml
- Spermium koncentráció: minimum 15 millió/ml
- Teljes spermiumszám: minimum 39 millió/minta
- Mozgékonysági mutató: minimum 40% mozgó
- Morfológiai mutató: minimum 14% normális (ún. szigorú kritériumok szerint)
- A sperma vizsgálat során elemzik a fehérvérsejt számot (1 millió/ml alatti normális)

### Férfiakban az FSH-szint emelkedésének okai
- a herék fejlődési rendellenessége
- a heréket károsító baleset
- a kemoterápiás vagy sugárterápiás kezelés a hereszövet károsítása következtében
- a here rosszindulatú daganatos megbetegedése.

Gyermekek esetében a serdülőkor előtt mért magas FSH értékek korai pubertást jeleznek, mely kialakulhat jóindulatú elváltozások következtében, de komolyabb betegség is állhat a háttérben, mindenképpen kivizsgálást igénylő folyamat.
Ha a pubertás elhúzódik, alacsony FSH értékek mellett, ennek oka a táplálkozási betegségektől, a hormonális zavarokon és genetikai rendellenességeken keresztül, egészen a daganatos betegségekig terjedhet.

### Hőmérséklet[5]
A spermaképződéshez a testen belüli hőmérsékletnél lényegesen alacsonyabb hőmérséklet kell. A herék hőmérsékletét normálisan 32 C fokon tartja a szervezet. A hűtést a herezacskó körül áramló levegő és az artériák és a herevéna közti ellenáramú hőcsere hozza létre. Ha a here a hasüregben marad, vagy a testhez rögzítik akkor a csövek fala degenerálódik és sterilitás (meddőség) alakul ki. Emberben a forró fürdők (43-45 fok fél órán át) és a hőszigetelt, sportolás során alkalmazott védőeszközök csökkentik a spermiumszámot, de az így kapott csökkenésnek sem a nagysága, sem az állandósága nem megfelelő ahhoz, hogy használható férfi fogamzásgátló módszerré válhasson. Viszont rizikófaktor.